# ヤマハテクニカルセンター
ヤマハテクニカルセンターは、静岡県掛川市にある二輪車専門の静岡県公安委員会指定自動車教習所である。ヤマハグループの一つ。

## 取得できる免許
- 大型自動二輪車
- 普通自動二輪車
- 小型自動二輪車

## 教習車両
大型二輪
- ヤマハ XJR1300L
- ヤマハ FZX750L
- ヤマハ MT-09

普通二輪
- ヤマハ XJR400L
- ヤマハ YP400L
- ヤマハ MT-03

小型二輪
- ヤマハ SR125L
- ヤマハ XC125L

## アクセス
- 天竜浜名湖鉄道天竜浜名湖線桜木駅から徒歩約6分